# Peter Bodenmann
Pour les articles homonymes, voir Bodenmann.
Peter Bodenmann, né le 30 mars 1952 à Brigue (originaire de Lax), est une personnalité politique suisse, membre du Parti socialiste.
Il est député du canton du Valais au Conseil national de 1987 à 1997, puis conseiller d'État valaisan jusqu'en 1999, à la tête du Département de la santé, des affaires sociales et de l'énergie. Il préside par ailleurs le Parti socialiste suisse de 1990 à 1997.
Il est le premier socialiste à accéder au gouvernement valaisan.

## Biographie
Peter Bodenmann naît le 30 mars 1952 à Brigue. Il est originaire de Lax, située dans le district voisin.
Il est issu d'une famille de notables. Son père, Hermann Bodenmann, avocat et notaire, appartient à la frange libérale du Parti démocrate-chrétien valaisan et siège au Conseil des États de 1967 à 1975,. Peter Bodenmann a deux frères cadets, Jürg, libraire, et Martin, ingénieur,.
En 1971, il crée le journal satirique haut-valaisan Rote Anneliese (de).
Après avoir étudié le droit à l'Université de Zurich, il devient avocat et notaire à Brigue.
Il est propriétaire de l'hôtel Good Night Inn à Brigue.
Il est marié et père d'une fille. Il habite Brigue.

## Parcours politique
Il entre en politique en créant en 1971 le mouvement de gauche Kritisches Oberwallis,.
Il entre au Conseil municipal (exécutif) de Brigue en 1976, à l'âge de 24 ans, et y siège pendant treize ans, dont six à la tête des travaux publics.
En 1973, il est candidat député suppléant au Grand Conseil mais retire sa candidature à la suite du battage médiatique entourant sa filiation. À nouveau candidat en 1977, il est cette fois élu député suppléant. Il est réélu député suppléant en 1981, puis élu député en 1985. Il ne représente pas en 1989.

### Conseil national
Il est élu au Conseil national lors des élections fédérales de 1987 et réélu en 1991 et 1995. Au cours de ses deux dernières années de mandat, il y est membre de la Commission de l'économie et des redevances (CER) et de la Commission des transports et des télécommunications (CTT). Il démissionne le 6 juin 1997, à la suite de son élection au Conseil d'État du canton du Valais.

### Présidence du Parti socialiste
Il est élu le 29 avril 1990 à la présidence du Parti socialiste suisse, s'imposant largement, par plus de deux tiers des voix, contre la conseillère nationale soleuroise Ursula Ulrich. Il succède ainsi à Helmut Hubacher, son père spirituel et mentor,,.
Sous sa direction, le parti socialiste augmente sa députation au Conseil national de 42 à 54 députés aux élections fédérales de 1995 et devient la première force politique du pays.

### Conseil d'État valaisan
Arrivé cinquième au terme du premier tour à l'élection au Conseil d'État le 2 mars 1997, il est élu au second tour le 16 mars, décrochant même la première place. Il est le premier socialiste à accéder au gouvernement valaisan, mettant fin à la formule magique valaisanne qui tenait depuis 60 ans avec quatre représentants du Parti démocrate-chrétien (PDC) et un seul représentant d'un autre parti. Il empêche ainsi la PDC Ruth Kalbermatten, candidate au second tour, de devenir la première conseillère d'État du canton,. Il prend la tête du Département de la santé, des affaires sociales et de l'énergie le 1er mai 1997,.
Il quitte le gouvernement valaisan le 31 mars 1999, deux ans après sa prise de fonctions, à la suite d'une polémique financière entourant son projet de complexe immobilier à Brigue,.

## Profil politique
Surnommé « Peter le rouge », il appartient à l'aile gauche de son parti, soutenant notamment la semaine de 35 heures. Il est également très pro-européen.
Personnalité au caractère « bien trempé » voire « tête brûlée », il est adepte d'une manière dure et intransigeante de faire de la politique,.